# Wer mich liebet, der wird mein Wort halten (BWV 59)

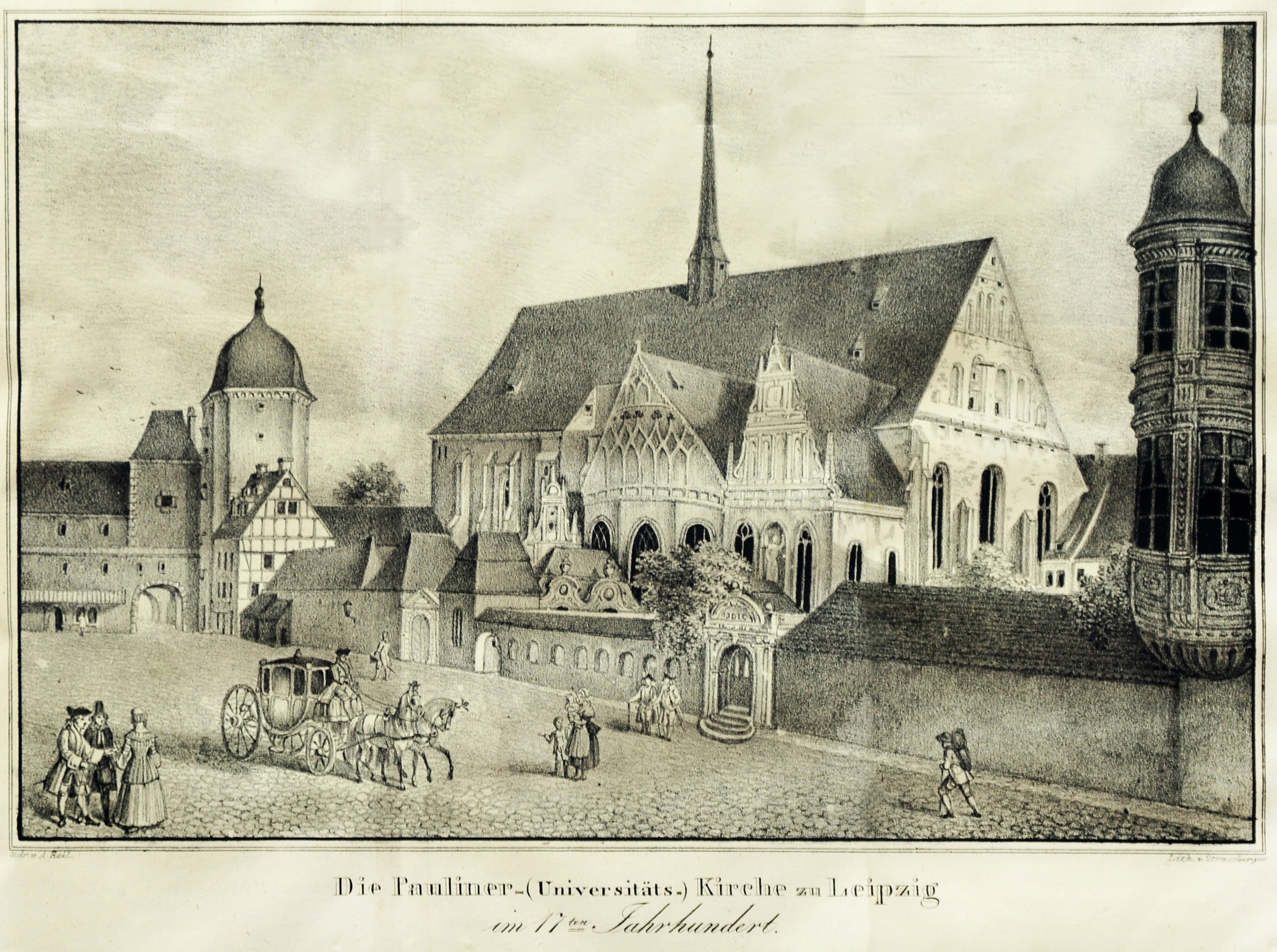
Église de l'Université de Leipzig, lithographie du XVIIe siècle

Pour les articles homonymes, voir Wer mich liebet, der wird mein Wort halten.
Wer mich liebet, der wird mein Wort halten (Celui qui m’aime gardera ma parole), (BWV 59), est une cantate religieuse de Johann Sebastian Bach composée à Leipzig en 1724. 

## Histoire et livret
Bach écrivit cette cantate pour le dimanche de Pentecôte et la dirigea le 28 mai 1724, date probable de la première représentation. Pour cette destination liturgique, trois autres cantates ont franchi le seuil de la postérité : les BWV 34, 74 et 172. La partition date de 1723 mais l'instrumentation fut écrite en 1724. La Pentecôte de 1723 arriva avant que Bach n'inaugure officiellement son poste de Cantor à Leipzig le premier dimanche après la Trinité. Il est cependant possible qu'une interprétation antérieure ait eu lieu en l'église Saint-Paul de l'université de Leipzig le 16 mai 1723 comme l'a suggéré Arnold Schering, ce qui pourrait expliquer l'instrumentation réduite,,,.
Les lectures prescrites pour la fête étaient Apo. 2:1–13 et Jean 14:23–31, la promesse du paraclet qui aidera et enseignera, à partir du premier discours d'adieu. La cantate est basée sur un texte d'Erdmann Neumeister, publié en 1714. Bach ne mit en musique que quatre des sept parties du poème. La cantate commence avec le premier verset de l'Évangile, verset que Bach avait déjà disposé en récitatif pour basse dans sa cantate pour Pentecôte Erschallet, ihr Lieder, erklinget, ihr Saiten! BWV 172, composée à Weimar en 1714 sur un texte de Salomon Franck. Dans le deuxième mouvement, le poète loue le grand amour de Dieu. Le troisième mouvement reprend la première strophe du choral pour Pentecôte de Martin Luther, Komm, Heiliger Geist, Herre Gott, demandant la venue du Saint-Esprit. Dans une inhabituelle aria de clôture enfin, le poète traite de la plus grande félicité attendue dans les cieux.
Bach utilisa et développa des parties de cette cantate pour la cantate Wer mich liebet, der wird mein Wort halten, BWV 74, de la Pentecôte de 1725.

## Structure et instrumentation
La cantate est écrite pour deux trompettes, timbales, deux violons, alto et basse continue avec deux voix solistes (soprano, basse) et chœur à quatre voix. Comparé à une formation orchestrale festive typique, il manque les bois et une troisième trompette,.
Il y a quatre mouvements :
1. duo (soprano, basse) : Wer mich liebet, der wird mein Wort halten
2. récitatif (soprano) : O was sind das vor Ehren
3. choral : Komm, Heiliger Geist, Herre Gott
4. aria (basse) : Die Welt mit allen Königreichen

## Musique
Le premier mouvement développe un duo qui répète cinq fois le texte. Les voix s'imitent respectivement en quatre sections, utilisant des intervalles différents et des clefs variées puis chantent à l'unisson en une homophonie de sixtes majeures dans la dernière section. Les instruments commencent alors un petit prélude qui introduit un motif, chanté plus tard sur les mots « Wer mich liebet » avec un court mélisme sur le mot « mich » (moi). Ce motif introduit chaque section.
Le deuxième mouvement commence comme un récitatif avec accompagnement de cordes mais se termine en arioso avec continuo sur le vers final « Ach, daß doch, wie er wollte ihn auch ein jeder lieben sollte ».
Dans le choral, deux violons jouent leurs parties indépendantes de façon partielle, jusqu'à atteindre leur plénitude. Le choral est suivi d'une aria avec violon obligé. Les spécialistes se sont interrogés pour savoir si cette conclusion inhabituelle de la cantate répondait à l'intention de Bach ou s'il avait prévu de terminer l’œuvre avec la cinquième partie de Neumeister, qui se trouve être un choral. John Eliot Gardiner a choisi de répéter le choral en en jouant la troisième strophe,.

## Source
- (en) Cet article est partiellement ou en totalité issu de l’article de Wikipédia en anglais intitulé « Wer mich liebet, der wird mein Wort halten, BWV 59 » (voir la liste des auteurs).